# Колехтивістис

Фрагмент першої сторінки першого випуску газети. В середині — привітання від маріупольського міського партійного комітету та маріупольської міської газети «Приазовский пролетарий».

«Колехтивісти́с» (грец. Κολεχτιβιςτίς) — газета румейською мовою, яка виходила в Маріуполі в тридцяті роки — з 27 жовтня 1930 до 17 грудня 1937.

## Історичне тло заснування газети
Газету було створено в річищі так званої коренізації, яка в розвитку національних культур колишнього Радянського Союзу відіграла двоїсту роль: метою її було поширення й інтенсифікація впливу комуністичної ідеології на етнічні спільноти, але, з другого боку, наслідками цієї кампанії були й поширення освіти, й дійсний розвиток культури (хоча й у вимушено завузьких рямцях), в багатьох випадках —  навіть виникнення національної інтелігенції, а в окремих — створення писемності. Знов-таки, з третього боку, наступне згортання цієї кампанії спричинилося не просто до повертання in statu quo, але до наслідків трагічних, іноді до майже повної руйнації писемної культури, винищення освіченої національної верстви, занепаду етносу в цілому. Таким був розвиток подій у випадку шорської культури (див. Шорська література), латгальської (серед латгальських колоністів у Сибіру), марійської (в кінці тридцятих років марійських письменників, наприклад, майже не залишилося). Те ж саме було й з румейською культурою, і це вповні ілюструється історією «Колехтивістиса».
Дослідниця румейської культури Касандра Костан так характеризувала грецькі видання Приазов’я початку тридцятих років: «По змістові ці видання якнайтісніше ув’язуються з місцевим поточним радянським будівництвом по колективізації, ліквідації куркуля, по переведенню різних кампаній тощо, активізуючи місцеві робкорівські кадри до висвітлення місцевого життя на своїх сторінках».

## Формальна історія газети
Ініціатором видання і першим редактором газети був румейський художник Федір (Феодор) Яліс (Ялі). Він очолював газету до 2 червня 1932, коли його заступив Яніс Сарбей(с). Далі головними редакторами були Григорій Кудокоцев та Левон Лео. Першим відповідальним секретарем був Георгій Левентідіс (Левентов). Він обіймав цю посаду до 1932 року; потім, згідно з його спогадами, відповідальними секретарями були Федір Самарчидіс (1932) та Георгій Костоправ (від 1932). Далі інформація Левентідіса непевна, бо 1935 року його було репресовано, але відомо, що наприкінці існування газети на цій посаді був Акрітас Харалампій Петрович.
Спочатку газета виходила щотижнево, і за 1930 рік (з кінця жовтня до кінця грудня) вийшло лише 12 чисел. Пізніше, десь у 1931 році газета перейшла на п’ятиденку (за цей рік вийшло 66 чисел), а далі виходила ще частіше, майже через день.
Останній випуск газети вийшов у день, коли було заарештовано її відповідального секретаря. Ця подія відбулася одночасно з репресіями проти більшості румейської інтелігенції, закриттям інших друкованих видань, а також грецького театру, забороною грецьких шкіл тощо.

## Особливості змісту
В газеті домінували звичайні для того часу радянські теми: комуністична та атеїстична пропаганда, колективізація, боротьба з «куркулями», спогади про Громадянську війну тощо. Але багато уваги приділялося й специфічній тематиці коренізації — в цьому випадку конкретно елінізації. Переведення шкіл на грецьку мову навчання (та проблеми, із цим пов’язані), боротьба з великоросійським шовінізмом в грецьких селах Приазов’я висвітлювалися на сторінках «Колехтивістису» постійно. Також обговорювалося важливе науково-практичне питання формування румейської літературної мови.
Нижче наводяться фрагменти сторінок цієї газети, які ілюструють згадану тематику.

«Колехтивістис» від першого травня 1936. В середині сторінки — вірш Максима Рильського «Пісня про Сталіна» в перекладі Амфіктіона Димітріу (варто відзначити оперативність перекладу та публікації: оригінал з’явився лише за два місяці до цього).

| | | |
| Стаття про перепони в елінізації школи в селі Стила з карикатурою (20 τυ μαι 1931, αριθμ. 22 (34), ς. 2) | «У с. Малоянисоль „панує“ великоросійський шовінізм» (про елінізацію шкіл) (5 τυ ιυνι 1931, αριθμ. 25 (37), ς. 2) | «Опортуністи зривають (ςριβαγιυτ!) елінізацію в Малому Янісолю» (15 τυ ςεπτεβρι 1931, αριθμ. 45 (57), ς. 2) |
| В тексті можна помітити слова, запозичені з російської (ςριβαγιυτ=срывают), а також малозрозумілі сільському читачеві слова дімотіки, які редакція пояснювала в дужках російськими відповідниками, записаними грецькими літерами: ςιμαςία (ζνατζένιε, себто значение), εθνικί (νατςιονάλν., себто национальный), μοχλός (ριτζάγ, себто рычаг), εφοδίαζμα (ςναπζζενιε, себто снабжение), ςκοπο (τςελ, себто цель), ςινπεραςμα (βίβοτ, себто вывод) і навіть ελπίδα (ναδεζζτα, себто надежда) | | |

## Споріднені видання

Перший і, здається, єдиний (хоча обіцяли два рази на місяць) випуск багатотиражки «Προτοπορος κολχοζνικος» («Передовий колгоспник») — видання пересувної редакціх «Колехтивістиса» (16 τυ οχτοβρι 1932, αριθμ. 1, ς. 1, 2).

Перше число «Колехтивістиса» вийшло 27 жовтня 1930 року, але цьому передувала поява в маріупольській окружній газеті «Наша правда» додатку «Ελινικί ςελίδα» — «Грецька сторінка». Перша така сторінка вийшла 27 серпня 1930 року, і цей день можна вважати за початок румейського друку. «Грецьких сторінок» з’явилося лише чотири: незабаром припинилося видання окружної газети у зв’язку зі скасуванням округів і переходом до районно-обласної системи адміністративного поділу. Але тут якраз і почав виходити «Колехтивістис».
Дуже скоро в газеті почала з’являтися спеціалізована сторінка для школярів «Πιονερικι ςελιδα». На її основі в серпні 1931 року почав виходити дитячий журнал «Νέος μαχιτίς» («Юний ударник»), згодом перейменований на «Піонер» («Πιονερος»).
Щоб зробити ефективнішим вплив на грецьких селян, редакція «Колехтивістиса» засновувала так звані пересувні редакції в грецьких селах, видаючи окремі (менші за обсягом і накладом) газетки для тамтешніх мешканців. Так, у середині липня 1931 року в селі Сартана почав виходити раз на три дні «Μαχιτικός κολχόζνικος» («Войовничий колгоспник»), а у середині вересня в Ялті — «Μπολςςεβικικά τέμπα» («Більшовицькі темпи») з тією ж періодичністю. 16 жовтня 1932 року в селі Македонівка (яке історично було виселком Сартани) вийшло перше число газети «Προτοπορος κολχοζνικος» («Передовий колгоспник»); її видавала виїзна редакція «Колехтивістиса» для Сартанської машинно-тракторної станції.
В Македонівці існувала й ще одна газета, яку заснувала редакція маріупольського «Приазовского пролетария». Називалася вона «Γιά τιν 3-τι μπολςςεβικικί ςπόρα» — «За третій більшовицький засів» — і виходила з початку березня 1932 року.
Особливе значення для історії розвитку румейської культури має літературна сторінка («Φιλολογικι ςελίδα»), яка вперше з’явилася в «Колехтивістисі» 5 серпня 1931 року і після цього виходила регулярно. Саме на цій сторінці з’являлися твори учасників румейського літературного гуртка, який заснував Георгій Костоправ: Галла, Саравас, Тишлек, Ферпіс та багато інших. Друкувалися тут і греки, які власне не були румеями, наприклад, політемігранти з Туреччини Мармарінос (псевдонім Амфіктіона Димітріу) чи Янніс Канонідіс, а також греки — мешканці інших регіонів Радянського Союзу. Завдяки цим публікаціям годом, у січні 1933 року, в Маріуполі було засновано грецький літературно-художній альманах «Φλογομινιτρες ςπιθες» (пізніше мав назву «Νεοτιτα»).